# Герб Силезского воеводства
Герб Силезского воеводства (пол. Herb Województwa Śląskiego) — один из официальных символов Силезского воеводства Польши. Утверждён Постановлением Сеймика Силезского воеводства № I/36/5/2001 от 11 июня 2001 года.

## Описание
Официальное описание герба Силезского воеводства:

Герб Силезского воеводства изображает золотого орла Пястов верхнесилезских без короны, обращенного вправо, на синем фоне.
Оригинальный текст (пол.)Herb Województwa Śląskiego przedstawia złotego orła Piastów górnośląskich bez korony, zwróconego w prawo, na niebieskim tle.— Sejmik Województwa Śląskiego.
Стилистика герба отсылает к геральдической традиции князей Верхней Силезии. Герб с изображением орла впервые использовал князь Казимир I, о чём свидетельствует изображение орла на печати 1222 года. Этот геральдический знак унаследовали представители всех линий династии Пястов в Верхней Силезии.
Принятая геральдическая традиция была широко распространена в Средние века на территории Силезских княжеств, а также в истории Силезии в XX веке. Орёл в синем поле был гербом Силезского воеводства, основанного в 1927 году, и гербом бывшего Катовицкого воеводства.